# سباستین میلا
سباستین میلا (لهستانی: Sebastian Mila؛ زادهٔ ۱۰ ژوئیهٔ ۱۹۸۲) یک بازیکن فوتبال اهل لهستان است.
وی همچنین در تیم ملی فوتبال لهستان بازی کرده‌است.